# Comerica
Comerica Incorporated é uma empresa de serviços financeiros com sede em Dallas, Texas. Possui operações de banco de varejo no Texas, Michigan, Arizona, Califórnia e Flórida, com operações comerciais selecionadas em vários outros estados dos Estados Unidos, bem como no Canadá e no México.
Comerica é o maior banco comercial dos Estados Unidos com sede no Texas e está na lista dos maiores bancos dos Estados Unidos.
Os maiores escritórios da empresa estão em Cincinnati, Filadélfia, Detroit, Livonia, Auburn Hills e Dallas.
O banco patrocina o Comerica Park em Detroit e o Comerica Theatre em Phoenix. De 2007 a 2010, Comerica também patrocinou o Comerica Bank New Year's Parade em Dallas.

## História
Em 1849, a empresa foi fundada em Detroit por Elon Farnsworth como Detroit Savings Fund Institute.
Seu nome mudou para The Detroit Savings Bank em 1871 e para The Detroit Bank em 1936, sendo um dos poucos bancos da área a sobreviver à Grande Depressão. Em 1956, a empresa se fundiu com o Birmingham National Bank, o Ferndale National Bank e o Detroit Wabeek Bank and Trust Company para formar o The Detroit Bank & Trust Company. Em 1973, formou uma holding, DetroitBank Corporation. O nome atual foi adotado em 1982.
Em 1982, a Comerica entrou no mercado da Flórida. Em 1983, adquiriu seu rival de cidade natal, o Banco da Comunidade de Michigan. Ela entrou no mercado do Texas em 1988, quando adquiriu o Grand Bancshares.
Em 1990, Comerica recebeu a aprovação para construir um novo edifício-sede, o One Detroit Center.
Em 1991, o banco expandiu-se para a Califórnia, adquirindo o Plaza Commerce Bancorp e o InBancshares.
Em 1992, o banco se fundiu com um banco de porte semelhante com sede em Detroit, Manufacturers National Corporation.
Em 1996, o banco vendeu sua operação em Illinois para a controladora do LaSalle Bank, ABN Amro, por 190 milhões de dólares.
Em 1998, o banco assinou um contrato de trinta anos de 66 milhões de dólares para os direitos do nome do Comerica Park no centro de Detroit, lar dos Detroit Tigers da Major League Baseball.
Em 2000, o banco vendeu sua divisão de cartões de crédito para o MBNA e formou uma aliança com a empresa.
Em 2001, o banco adquiriu o Imperial Bank of California, que também tinha filiais no Arizona.
Em 6 de março de 2007, a empresa anunciou sua decisão de realocar sua sede corporativa para Dallas para se aproximar de sua base de clientes no Sun Belt. Em agosto, a empresa anunciou que escolheu 1717 Main Street em Downtown Dallas. Os executivos da empresa começaram a se mudar para o novo local em novembro de 2007 e o prédio foi renomeado para Comerica Tower.
Em janeiro de 2008, o Departamento do Tesouro dos Estados Unidos selecionou a empresa como o banco emissor de seu programa de cartão de débito Direct Express. O governo federal usa o produto expresso de Débito para emitir pagamentos eletrônicos, tais como a Segurança Social benefícios, para as pessoas que não têm contas bancárias (sem conta bancária).
Em julho de 2011, o banco adquiriu o Sterling Bank of Texas por 1,03 bilhão de dólares.
Em 2017, o banco anunciou planos para reduzir seu espaço de escritórios em quinhentos mil pés quadrados, economizando sete milhões de dólares em 2018.
Em março de 2020, Comerica nomeou um novo vice-presidente executivo e diretor de tecnologia empresarial e serviços de operações, Megan Crespi.